# Sophia Leone
Sophia Leone (Miami, Florida; 10 de junio de 1997-Albuquerque, Nuevo México; 1 de marzo de 2024) fue una actriz pornográfica y modelo erótica estadounidense.

## Biografía
Leone nació en junio de 1997 en Miami, estado de Florida, en una familia de ascendencia latina. No se sabe mucho acerca de su vida antes de 2015, año en que a sus 18 años debuta en la industria pornográfica.
Como actriz, trabajó para estudios como Evil Angel, Hard X, Reality Junkies, Naughty America, Porn Pros, Kick Ass, Erotica X, Girlfriends Films, Mile High, Diabolic Video, New Sensations o Hustler.
En 2017 recibió dos nominaciones en los Premios XBIZ a la Mejor actriz revelación y a la Mejor escena de sexo en película de parejas o temática por Swingers Getaway, junto a Leah Gotti y Seth Gamble.
Rodó más de 420 películas.

### Muerte
Murió el 1 de marzo de 2024 en su casa de Albuquerque, en el estado de Nuevo México. No obstante, su muerte fue confirmada una semana después. Su familia y su agencia de representación informaron que su fallecimiento se estaba investigando como un posible robo con homicidio.Sin embargo, seis meses después, se confirmaría su muerte accidental por sobredosis.

## Premios y nominaciones
| Año  | Ceremonia    | Resultado | Premio                                                 | Trabajo          |
| ---- | ------------ | --------- | ------------------------------------------------------ | ---------------- |
| 2017 | Premios XBIZ | Nominada  | Mejor actriz revelación                                | —                |
| 2017 | Premios XBIZ | Nominada  | Mejor escena de sexo en película de parejas o temática | Swingers Getaway |